# Partido Republicano Nacionalista
Die Nationalistische Republikanische Partei (portugiesisch: Partido Republicano Nacionalista (PRN)) war eine rechtskonservative portugiesische politische Partei in der Zeit der Ersten Republik. Sie entstand aus der Liberal-Republikanische Union (ULP) und der Republikanischen Partei des Nationalen Wiederaufbaus (PRRN) und den Überbleibseln der ehemaligen Nationalrepublikanischen Partei des Sidónio Pais.
Bekanntestes Mitglied der PRN war Álvaro de Castro, ehemals Mitglied der PRRN, der mit Hilfe der neu gegründeten Partei zum zweiten Mal zwischen dem 18. Dezember 1923 und dem 6. Juli 1924 als Premierminister Portugal regierte. Ein ebenfalls bekanntes Mitglied war Tomé José de Barros Queirós.